# Fem dagar i Falköping
Fem dagar i Falköping är en svensk kortfilm från 1975 i regi av Marianne Ahrne. I rollerna ses bland andra Iwa Boman, Bodil Mårtensson och Karl-Magnus Thulstrup.

## Handling
Sofia är uppvuxen i Falköping, men har nu lämnat hemstaden och blivit en internationellt känd skådespelare. En dag återvänder hon till Falköping, men allting har förändrats, både människorna och staden. Hon upplever att människorna där lever i en instängd tillvaro och lämnar besviken staden.

## Rollista
- Iwa Boman	– Sofia Dahl, skådespelare
- Bodil Mårtensson – Mia
- Karl-Magnus Thulstrup – morfar
- Helge Skoog – journalist
- Benny Breimar	– Lasse
- Pierre Fränckel – Pierre

## Om filmen
I oktober 1972 fick Stiftelsen Svenska Filminstitutet sin egen produktionsverksamhet och började då att göra kortfilmer. Genom kortfilmsformatet ville man testa tänkbara spelfilmsdebutanter och Ahrne var en av dem som fick chansen. Ahrne hade tidigare gjort flera dokumentärer för TV, men Fem dagar i Falköping var hennes spelfilmsdebut. Manuset skrevs av Ahrne och Bertrand Hurault och presenterades för Svenska Filminstitutet i april 1973. Filmen var delvis självbiografisk för Ahrnes del och hade ursprungligen titeln Sista gången syrenerna blommade.
Filmen spelades in under två veckor i september 1973 i Falköping och Svenska Filminstitutets studio i Stockholm. Filmen fotades av Hans Welin och klipptes sedan av Ahrne. I december 1973 fanns en 45 minuter lång arbetskopia färdigställd.
Ett problem var hur och var filmen skulle visas. Svenska Filminstitutet låg i konflikt med Sveriges Television, som filminstitutet ansåg betalade för lite. Filmen kunde därför inte visas i TV och var därtill för lång för att kunna visas som en förfilm på biograferna. Lösningen blev att visa Fem dagar i Falköping tillsammans med Stig Björkmans Den vita väggen. Projektet fick namnet Två kvinnor?. Lösningen innebar att kostnaden för Ahrnes film, 250 000 svenska kronor, betalades av H-fonderna, i stället för att belasta Svenska Filminstitutets kortfilmsprojekt, vilket hade en begränsad budget.
Fem dagar i Falköping premiärvisades den 24 mars 1975 på biografen Grand och möttes av nästan genomgående positiva recensioner. Detta banade väg för Ahrne att göra sin långfilmsdebut, Långt borta och nära, vilken hade premiär 1976.
Filmen är gjord i färg (Eastman Color) och inspelad i vidfilm (1,66:1). Ljudet är optisk mono och dialogen är på svenska.

## Mottagande
Expressens recensent Lasse Bergström gav filmen betyget 4/5 och kallade Ahrne för en "infallsrik och spirituell filmberättare". Han berömde vidare Iwa Bomans gestaltning av huvudrollen. Aftonbladets Jurgen Schildt skrev i sin recensioner att "det är som kartläggare av en kollektiv livsstil och en provinsmiljö Marianne Ahrne röjer sina väsentligaste tillgångar." Han poängterade även att Ahrnes film var en mer originellare film än Den vita väggen och kallade filmen "vass utan att bli ilsken; träffsäker och indiskret utan att vara mördande; privat och personlig samtidigt som den tacklar den samlade inhemska landsortsproblematiken." I Svenska Dagbladet var recensenten Hans Schiller desto mer negativ och skrev "Här finns idéer och tankar som förtjänat en bättre inramning än den veckotidningsaktiga historien om världsaktrisen som återvänder till sin hemstad (-) Iwa Boman i huvudrollen har en omöjlig uppgift." I Malmö var tidningspressen överens om att Ahrne var ett löfte, men en del menade att filmen hade en "litterär" och "uppstyltad dialog".

## Musik
- Originalmusik av Bengt Ernryd
- "Are You Lonesome Tonight?" (Roy Turk, Lou Handman)
- "Over the Rainbow" (musik: Harold Arlen, text: E.Y. Harburg, svensk text: Kar de Mumma, Nils Perne (Jokern)
- "Zambesi" (musik: Nico Carstens, text: Anton De Wahl, svensk text: Olle Helander (Hello)
- "Sionstoner nr 594"
- "Den himmelska härligheten"